# Роули, Элизабет
Эли́забет Ро́ули (англ. Elizabeth Rowley; род. 1949, Британская Колумбия, Канада) — канадский политический деятель. С 2016 года — руководитель (генеральный секретарь) Коммунистической партии Канады. Первая женщина на этом посту.

## Юность
Родилась в Британской Колумбии в 1949 году. Роули училась в Университете Альберты в Эдмонтоне и была активным работником комсомола Канады. К Коммунистической партии Канады она присоединилась в 1967 году. Будучи молодым активистом, Роули провела кампанию против Закона о военных действиях во время октябрьского кризиса в 1970 году. Также она была самым молодым кандидатом от партии на федеральных выборах 1972 года и провела кампанию по таким вопросам, как репродуктивные права женщин, легализация абортов, а также призвала к прекращению войны во Вьетнаме и выступила против участия в ней Канады. Путешествуя по стране и проведя короткое время в Квебеке, она переехала на юг Онтарио и стала работать учеником-стипендиатом и секретарём в Виндзоре, где она стала местным партийным руководителем.
В 1975 году она стала первым секретарём партии в Онтарио и переехала в Гамильтон. Там она вошла во многие трудовые коллективы, чтобы защищать рабочие места, уровень жизни, трудовые права, равенство женщин, социальные программы и суверенитет Канады. Во время предвыборной кампании по запрещению Ку-клукс-клана квартира Роули была разрушена пожаром, а в следующем году её машина была подвергнута бомбардировке.
В 1978 году Роули боролась за место в Управлении контроля Гамильтона на последних выборах в этот орган, прежде чем он был распущен в 1980 году. В начале кампании Роули официально попросила городской департамент удалить её избирательные знаки из государственной собственности, поскольку их размещение нарушало местный устав. Во время своей кампании она выступала за снижение налога на имущество для домовладельцев, строительство доступного жилья и 20-процентного тарифа на автобус. Она выступала против предполагаемого расширения аэропорта Гамильтона, свалки на Верхней Оттаве и сокращения финансирования в области культуры. В день выборов Роули заняла 6-е место из 8 кандидатов и набрала 13320 голосов.

## Борьба за сохранение партии
После распада Советского Союза Роули была одним из первых активистов, выгнанных из партии Генеральным секретарём Джорджем Хьюисоном после того, как она решительно выступила против его предложений отказаться от марксизма-ленинизма как идеологии и превратить Коммунистическую партию Канады в широколевую формацию. Наряду с другими бывшими секретарями партии Уильямом Каштаном, Мигелем Фигероа, Кимбалом Кариу и другими, она сыграла важную роль в борьбе за сохранение КПК в начале 1990-х годов.
Вновь принятая в партию, Роули помогла сторонникам Ленина победить в суде. В результате юридического разбирательства, произошло разделение партии пополам, при этом ленинская группа удержала название партии. Более 15 процентов членов покинули партию во время раскола. В 1991 году Коммунистическая партия провела новую 30-ю Центральную конференцию, на которой Роули снова была избрана в партийное руководство. В течение нескольких лет партия начала ещё одну юридическую борьбу, на этот раз ей надо было сохранить партию в качестве зарегистрированной политической партии. После отмены регистрации в 1993 году было начато дело.

## Первый секретарь отделения Онтарио
Роули переехала в Онтарио в 1988 году, будучи избранным лидером отделения Коммунистической партии, она была одной из первых женщин-лидеров политических партий Онтарио. Она возглавляла Комитет Коммунистической партии в Онтарио в ряде кампаний, в том числе против свободной торговли, а также на всеобщих выборах 1990 года. На протяжении многих лет Роули решительно выступал против НАФТА и других торговых соглашений, которые, по её мнению, угрожают общественным услугам, общественному просвещению и медикаментам, гражданским правам и трудовым причинам.
В середине 1990-х годов Роули стала мощным лидером на региональном уровне. Она была против отставки, принятой консервативным правительством в отношении Майка Харриса в Онтарио. Несмотря на членство в КПК, Роули была избрана попечителем школы в бывшем районе Торонто в Ист-Йорке. Роули работала вместе с такими неопытными политиками, как Гейл Ниберг и Джейн Пидфолд, с 1994 по 1997 год.
После этого Роули была постоянным редактором «Народного голоса», газеты рабочего класса, которая описывала себя как социалистическая пресса. Она также написала множество статьи о классовой борьбе в Канаде, которые были переведены на несколько языков и опубликованы по всему миру.

## Генеральный секретарь партии
Роули была избрана руководителем ЦК КПК на съезде в Торонто 30-31 января 2016 года. Смена руководства последовала из-за выхода на пенсию Мигеля Фигероа, который ушёл из-за ухудшения здоровья, после того как руководил организацией в течение 23 лет. Хотя она и не первая женщина, которая служит в руководстве КПК, она является первой женщиной-лидером КПК. Весной Роули отправилась в тур по 15 городам Канады, поговорила с членами и сторонниками КПК о предстоящей 38-й партийной конференции партии и плану действий партии.

## Личная жизнь
В 1981 году Роули вышла замуж за сталевара Гамильтона Стелько, во время 125-дневной забастовки. Она мать двух взрослых детей. В свободное время Роули занимается садоводством в своем доме в Восточном Йорке, Торонто.